# LeAnn Rimes
Margaret LeAnn Rimes, kendt som LeAnn Rimes, (født 28. august 1982 i Jackson, Mississippi) er en amerikansk sangskriver, sangerinde og skuespiller. Hun er dog bedst kendt inden for countrymusikken.
LeAnn er ofte blevet sammenlignet med Patsy Cline, som også er hendes store idol. Sangen Blue blev oprindeligt skrevet til Patsy Cline, men hun døde i 1963, inden hun nåede at indspille sangen. Blue er indspillet af flere forskellige, men uden den helt store succes.
LeAnn har lavet soundtracket til filmen Coyote Ugly.
Hun har været forlovet med danseren Dean Allen Sheremet.

## Duet med Elvis
I 2008 udgav RCA en CD med titlen Christmas Duets. Denne rummer en række af kendte julesange i Elvis Presleys fortolkning, men re-mixet, således at hvert nummer er ændret til en duet. På denne CD er "Here Comes Santa Claus" i en version, hvor Elvis synger duet med LeAnn Rimes.